# 長井進之介
長井 進之介（ながい しんのすけ、1986年11月2日 - ）は日本のピアニスト・音楽ライター。

## 来歴
国立音楽大学演奏学科鍵盤楽器専修(ピアノ)卒業、及び音楽情報・社会コース修了。同大学大学院器楽専攻(伴奏)修了を経て、同大学院博士後期課程音楽学領域単位取得。在学中にカールスルーエ音楽大学(ドイツ)に、DAAD(ドイツ学術交流会)奨学生としてライプツィヒに留学。
2007年度〈柴田南雄音楽評論賞〉にて奨励賞を史上最年少で受賞したことを機に、音楽ライターとしての活動を開始。

## 活動
ピアニストとしては、アンサンブルを中心とした演奏活動を行う。国立音楽大学大学院伴奏助手。2025年4月から、群馬大学共同教育学部音楽教育講座非常勤講師もつとめる。
2021-2024年に活動したオペラユニット「canto cube(カント・キューブ)」でピアノ演奏を担当していた。
日本音楽学会正会員。一般社団法人全日本ピアノ指導者協会(ピティナ)研究会員。
音楽ライターとしては、『CD-Journal』『ぶらあぼ』『音楽の友』などの雑誌やWeb媒体に寄稿。CDのライナーノーツの執筆・翻訳も手がける。
テレビ朝日アスクナレータープロ科を修了。レクチャーや各種イベントの司会なども行っている。
2016年10月から、インターネットラジオOTTAVAにプレゼンター(ラジオDJ)として出演。
小室敬幸と組んだ番組発のユニット「一番町子分(いちばんちょうこぶん)」では、ピアノ演奏を担当する。

## ディスコグラフィ
- canto cube『LOVE』(2021年、キングインターナショナル)
- 林愛実『OLIVIA』(2021年、BRAVO RECORDS) - ピアノ伴奏
- 内田智一『十音十色』（2023年、Nammoda）-ピアノ伴奏

## 著書
- 『マンガで教養 はじめてのクラシック』(2017年、朝日新聞出版、共著) ISBN 978-4-02-333183-9
- 『幻の国産ピアノ“オオハシ"を求めて OHHASHI いい音をいつまでも』(2019年、創英社/三省堂書店) ISBN 978-4-86659-003-5
- 『ベートーヴェンとピアノ 「傑作の森」への道のり』(2019年、音楽之友社、編集協力) ISBN 978-4-276-13057-9
- 『歌はいきなり上手くなります!　小坂明子の美味しいヴォーカル・メソッド』(2019年。言視舎、構成) ISBN 978-4-86565-163-8
- 『ベートーヴェンとピアノ　限りなき創造の高みへ【人名事典付き】』(2020年、音楽之友社、編集協力) ISBN 978-4-276-13058-6

## ラジオ
- コンテンポラリー・クラシック・ステーションOTTAVA　OTTAVA ラ・フォル・ジュルネ・オ・ジャポン2016 スペシャル(OTTAVA株式会社、2016年5月4日[4]) - ゲスト出演、「公式レポートブログ隊」の一員として見どころを紹介した
- コンテンポラリー・クラシック・ステーションOTTAVA　OTTAVA Navi[5](OTTAVA株式会社、2016年10月1日 - 2018年4月14日) - プレゼンター
- コンテンポラリー・クラシック・ステーションOTTAVA　OTTAVA Salone(OTTAVA株式会社、2017年12月20日) - プレゼンター、本田聖嗣の代演として[6]
- コンテンポラリー・クラシック・ステーションOTTAVA　OTTAVA Fresca[7](OTTAVA株式会社、2018年11月8日 - ) - 木・金曜日(2018年11月8日 - 2025年3月28日)、木曜日(2025年4月3日 -)プレゼンター
- FM845　石山雅雄の“ぴあの大好き”(株式会社京都リビングエフエム、2019年5月23日) - ゲスト出演
- コンテンポラリー・クラシック・ステーションOTTAVA　The World of OTTAVA(OTTAVA株式会社、2019年6月 - ) - プレゼンターとして下記3本を担当
  - 歌曲作曲家たちの憧れ、“歌曲王”シューベルト
  - 香り高きフランス歌曲の世界1～フォーレ
  - 香り高きフランス歌曲の世界2～プーランク
- コンテンポラリー・クラシック・ステーションOTTAVA　OTTAVA for You(OTTAVA株式会社、2019年7月) - 『一番町子分対談：ケンバン奏者への道　そして…改名のゆくえは？』[8]プレゼンター

## 動画
- ニコニコ動画　これを観れば絶対行きたくなる！｢美少女戦士セーラームーンClassic Concert 2018｣開催直前特番♪(2018年8月3日[9])
- YouTube　　The Concert at Home - Aimi Hayashi flute recital with Shinnosuke Nagai (2020年)

## インターネット配信
- 『ショパンとその楽譜』#1-(2022年8月 -) - 『OTTAVA Accademia』の有料ウェビナー[10])。多田純一をゲストに迎えて